# Dicke Berta (Leuchtturm)

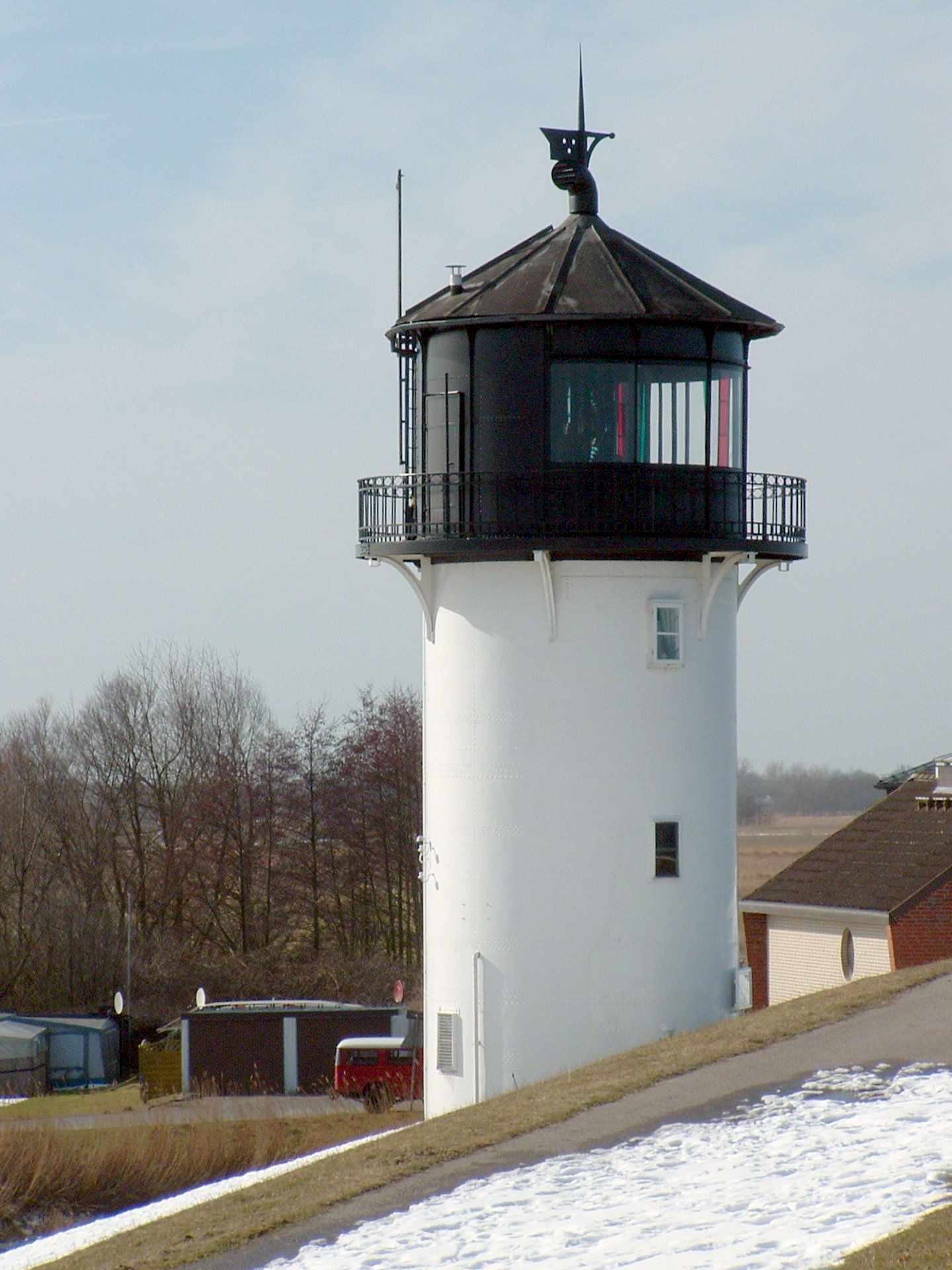
Der Leuchtturm Dicke Berta

Die Dicke Berta ist ein Leuchtfeuer in Cuxhaven-Altenbruch. Der an der Elbemündung stehende denkmalgeschützte Leuchtturm war als Unterfeuer von 1897 bis 1983 in Betrieb; das zugehörige Oberfeuer Schlanke Anna existiert nicht mehr.

## Lage

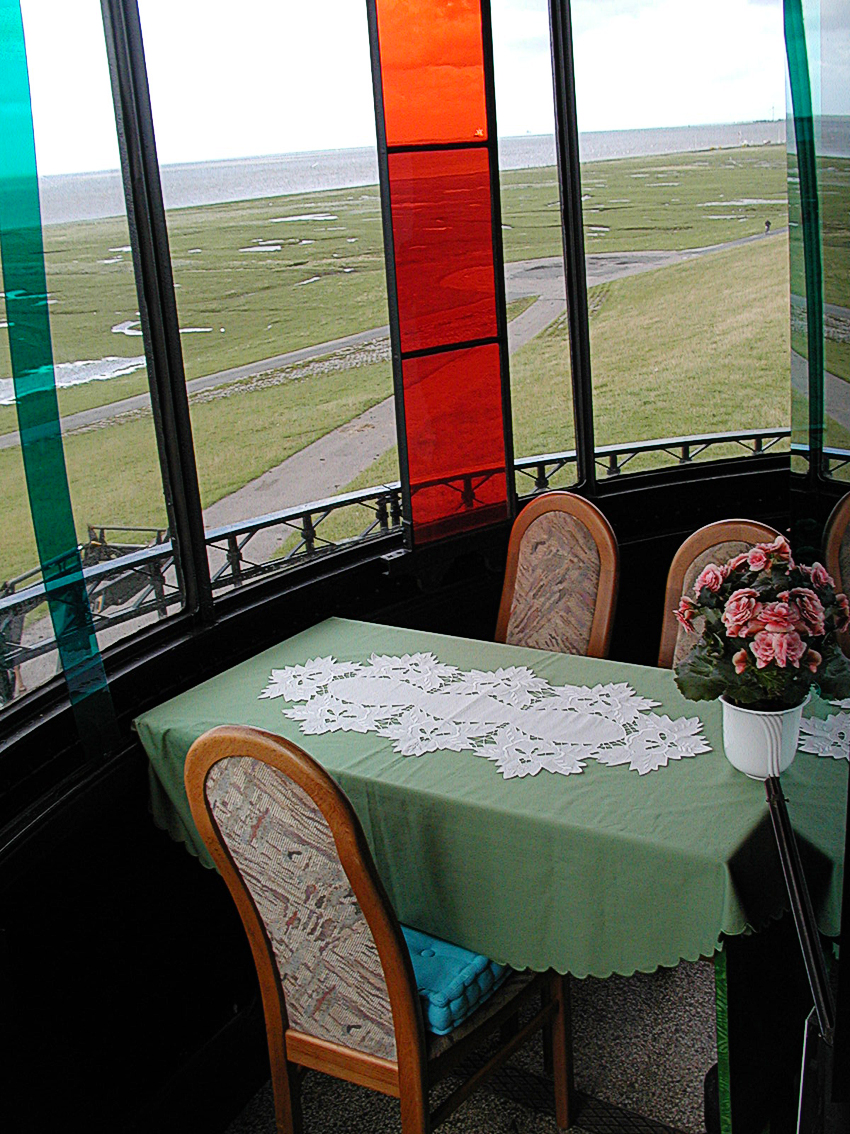
Der Leuchtturm als Standesamt; roter Farbglasstreifen (2007)

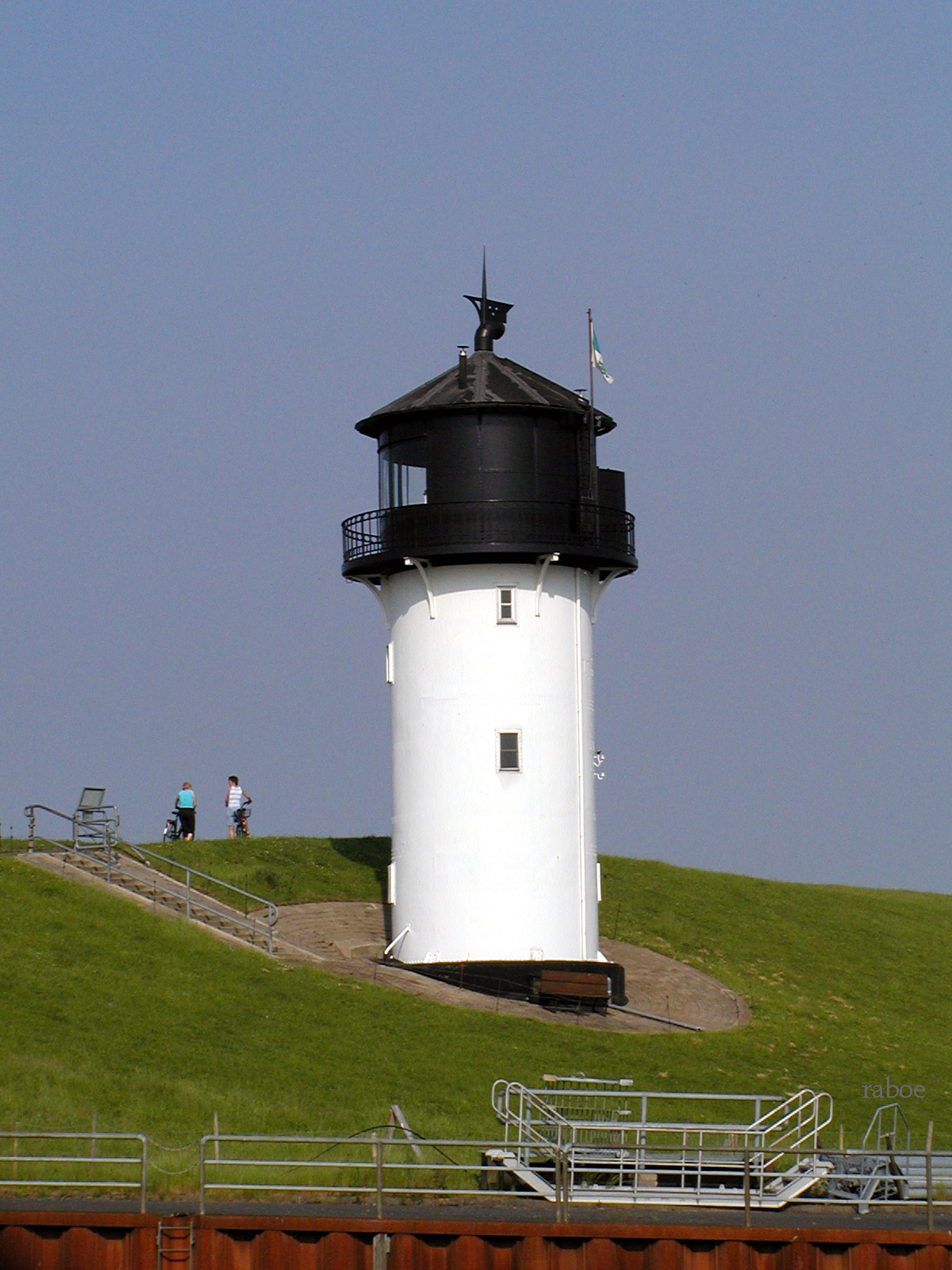
Standort etwa 3 m unterhalb der Deichkrone (2005)

Der Leuchtturm steht – heute – in der landseitigen Böschung des Deichs, der etwa 1 km nördlich des Siedlungsgebiets des Stadtteils Altenbruch am linken Ufer der Elbe, die hier nach Westen bis Nordwesten fließend ins Wattenmeer mündet. Die Zufahrt erfolgt über die Straße Döschers Trift. Westlich des Turms liegt eine – nicht schiffgängige – Schleuse im Deich, die den Wasserspiegel des vom Süden kommenden Altenbrucher Kanal kontrolliert, der sich im Altenbrucher Hafen fortsetzt, der der Meerestide unterliegt und von Segelbooten genutzt wird.
Als Natur-Ausgleichsfläche für eine Erweiterung des Cuxhavener Hafens wurde mit Baubeginn 2011 der etwa 3 ha große Landschaftspark Altenbruch westlich des Kanals und südlich des Deichs errichtet. Eine Wasserfläche mit zwei Inseln kommuniziert mit dem Kanal und über eine eigene Schleuse mit dem Wattenmeer. Etwa 300 m nordwestlich des Leuchtturms steht, ebenfalls deutlich tiefer als die Deichkrone, im Park der 2014 errichtete etwa 10 m hohe Aussichtsturm Altenbruch Deich mit der oberen Plattform in etwa gut 5 m Höhe.

## Geschichte
Als erstes Seezeichen bzw. Landmarke in diesem Gebiet wurden 1532 die Doppeltürme der Altenbrucher St.-Nicolai-Kirche in Seekarten vermerkt.
Der wechselnden Untiefen, Strömungen und Richtungsänderungen wegen galt die Elbemündung bei Altenbruch als schwieriges Fahrwasser, vor dessen nächtlichem Einsegeln bis etwa 1826 gewarnt wurde. Da die schon bestehenden Leuchttürme auf Neuwerk, der Hamburger Leuchtturm in Cuxhaven sowie die Baken und Blüsen Ende des 19. Jahrhunderts den Anforderungen der Seefahrt nicht mehr genügten, wurden 1897 drei neue Leuchttürme gebaut, die „Schlanke Anna“ in Osterende Groden als Oberfeuer mit den Unterfeuern in Neufeld und Altenbruch. Der an der Altenbrucher Hafeneinfahrt errichtete Leuchtturm wurde am 25. November in Betrieb genommen.
1914 ergaben sich Veränderungen in der Fahrrinne, wodurch sich das Leuchtfeuer in Altenbruch nicht mehr an der richtigen Stelle befand. Es musste in den Jahren 1915–18 um einige Meter verschoben werden. Wie dies bewerkstelligt wurde, ist nicht bekannt, nur, dass bei diesen Arbeiten der Turm das heutige Aussehen bekam.
Am 2. Mai 1919 wurde der Turm wieder in Dienst gestellt und ab diesem Zeitpunkt im Volksmund „Dicke Berta“ genannt.
Ab 1968 wurden die Leuchtfeuer an der Niederelbe modernisiert oder neu gebaut, um mit neuer Technik und automatischem Betrieb ohne Leuchtturmwärter auszukommen.
1983 wurde das Leuchtfeuer des zuletzt noch als Quermarkenfeuer genutzten Turmes gelöscht.
Mit der Außerdienststellung wurde dieses Leuchtfeuer ein Fremdkörper im Deich, was zur Folge hatte, dass der Turm aus Stahl verschrottet werden sollte. Der Widerstand der Altenbrucher und die Möglichkeit, durch einen Ring aus Steinen um den Turmsockel die Deichsicherheit zu gewährleisten, ließen von diesem Plan Abstand nehmen. Am 18. August 1983 stellte das niedersächsische Verwaltungsamt in Lüneburg den Turm unter Denkmalschutz. Zur Erhaltung des Leuchtturmes gründete sich am 8. November 1983 der Förderverein Dicke Berta e. V., dessen Mitglieder den 13 m hohen schwarz-weißen Leuchtturm restaurierten. Seit dem Jahre 2002 kann der Turm ab Ostern bis September besichtigt werden. Das Standesamt Cuxhaven führt dort regelmäßig Trauungen durch.
1998–99 wurde der Deich erhöht. Bis zu diesem Zeitpunkt stand die „Dicke Berta“ auf dem Kamm des Deiches. Da die neuen Deiche an der Elbe einen Sandkern haben, wurde die seewärts gerichtete Flanke des Deiches um einige Meter verschoben, die Mitte mit feinem Spülsand aus der Elbe gefüllt und mit einem Kleiemantel versehen. So steht der Turm heute auf der landeinwärts gerichteten Flanke und etwa drei Meter unterhalb der Deichkrone.

## Technische Daten

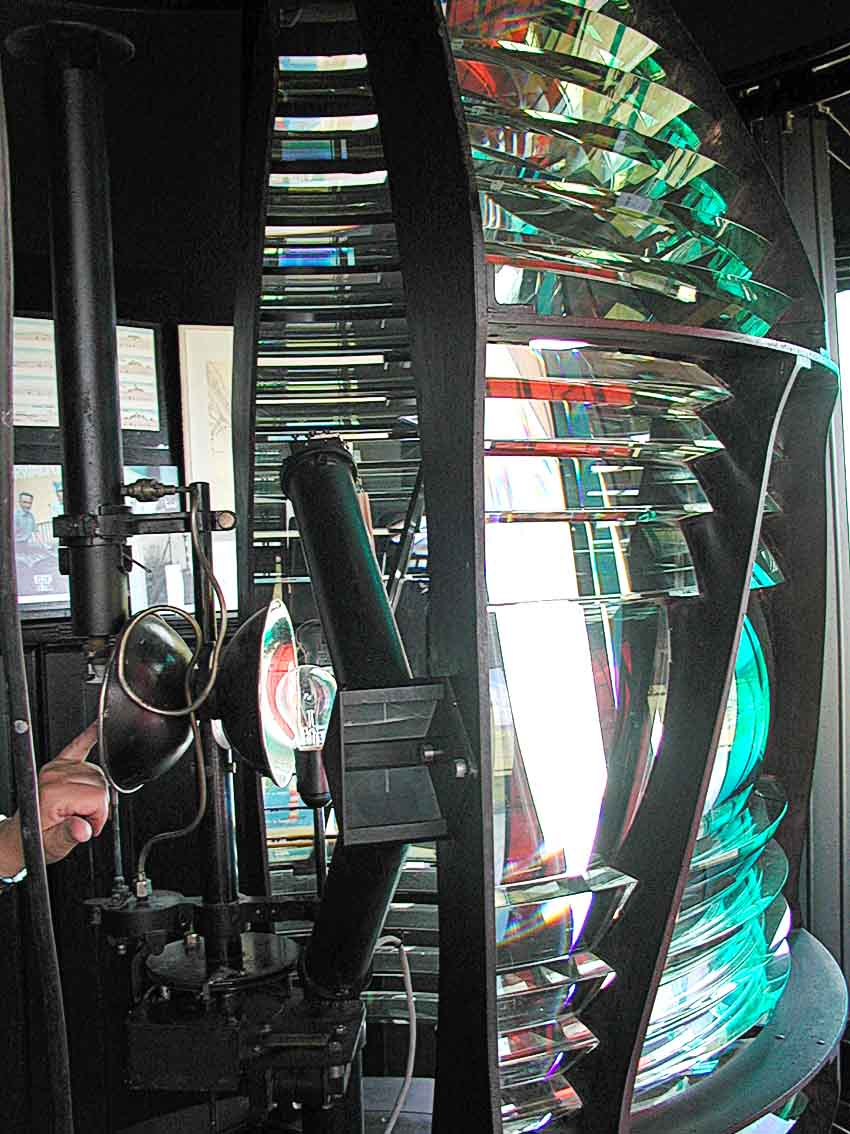
Fresnel-Linse mit Leuchtmitteln

Die Dicke Berta ist ein genieteter weißer, runder Turm mit schwarzer Laterne.
- Sichtweite: circa 12,5 Sm
- Turmhöhe: 13,00 m vom Sockel bis zur Dachspitze
- Höhe Sockel bis Rundgang: 8,40 m
- Feuerhöhe: 10,00 m
- Treppenstufen: 41
- Turmdurchmesser: 4,25 m
- Durchmesser Fundament: 5,30 m
- Höhe Fundament: 4,90 m
- Luftkessel für Antrieb der Otterblenden:
  - Durchmesser: 660 mm
  - Länge: 2580 mm
  - Inhalt: 750 Liter
- Optik: Gürtelleuchte 200, 250 bzw. 400 mm.

- Hauptlichtquelle:
  - Petroleum-Glühlicht (abgebaut)
  - seit 1927: Glühlampe, 300 und 500 W vor Hohlspiegel
  - Ersatz-Lichtquelle: 1 hängender Propangas-Glühlichtbrenner
- Kennungsgeber: Otterblende(n), Antrieb durch Quecksilbermotor

## Bildergalerie

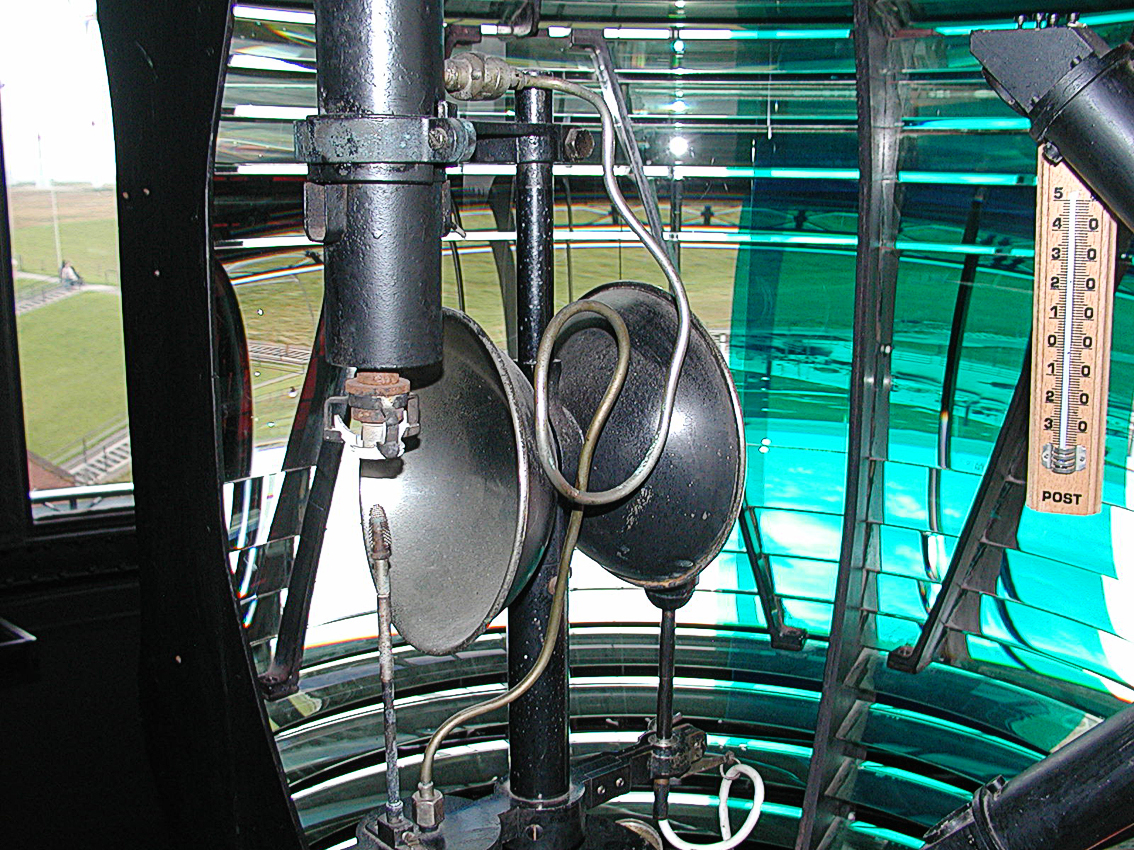
Das Gasnotlicht
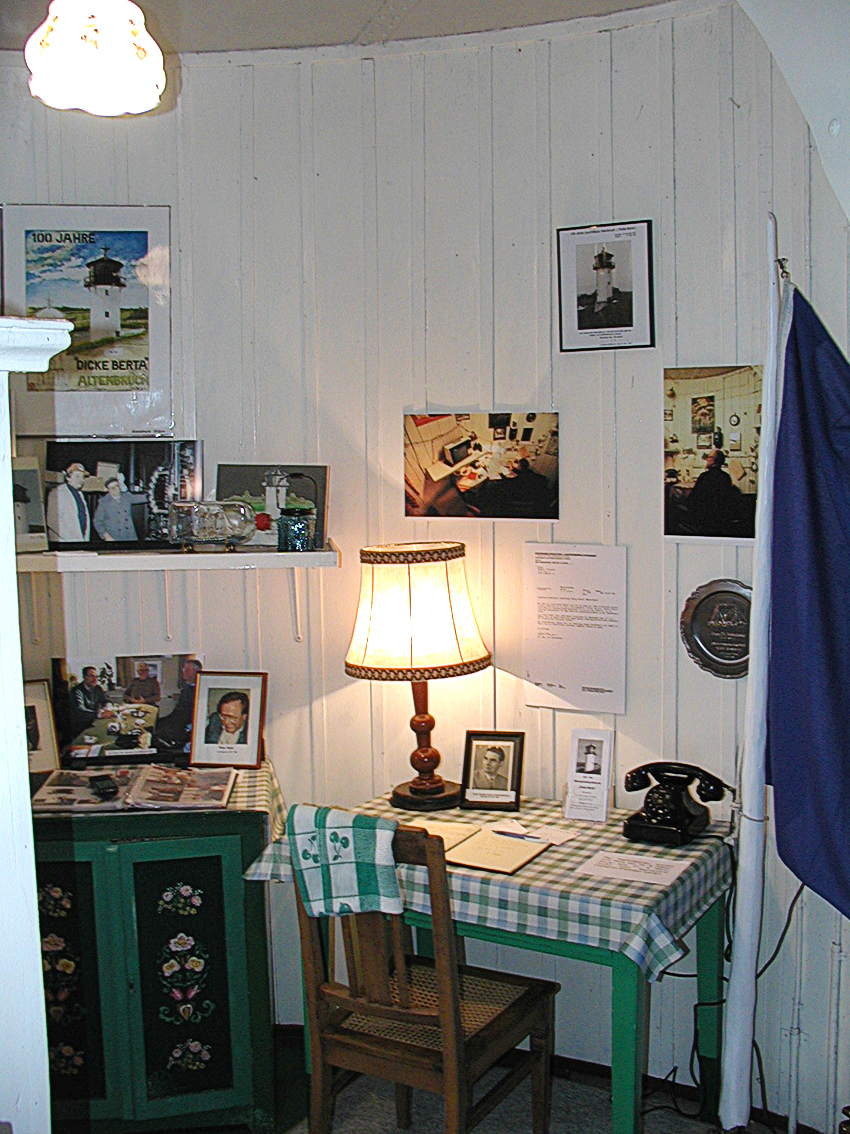
Das Zimmer der Leuchtturmwärter
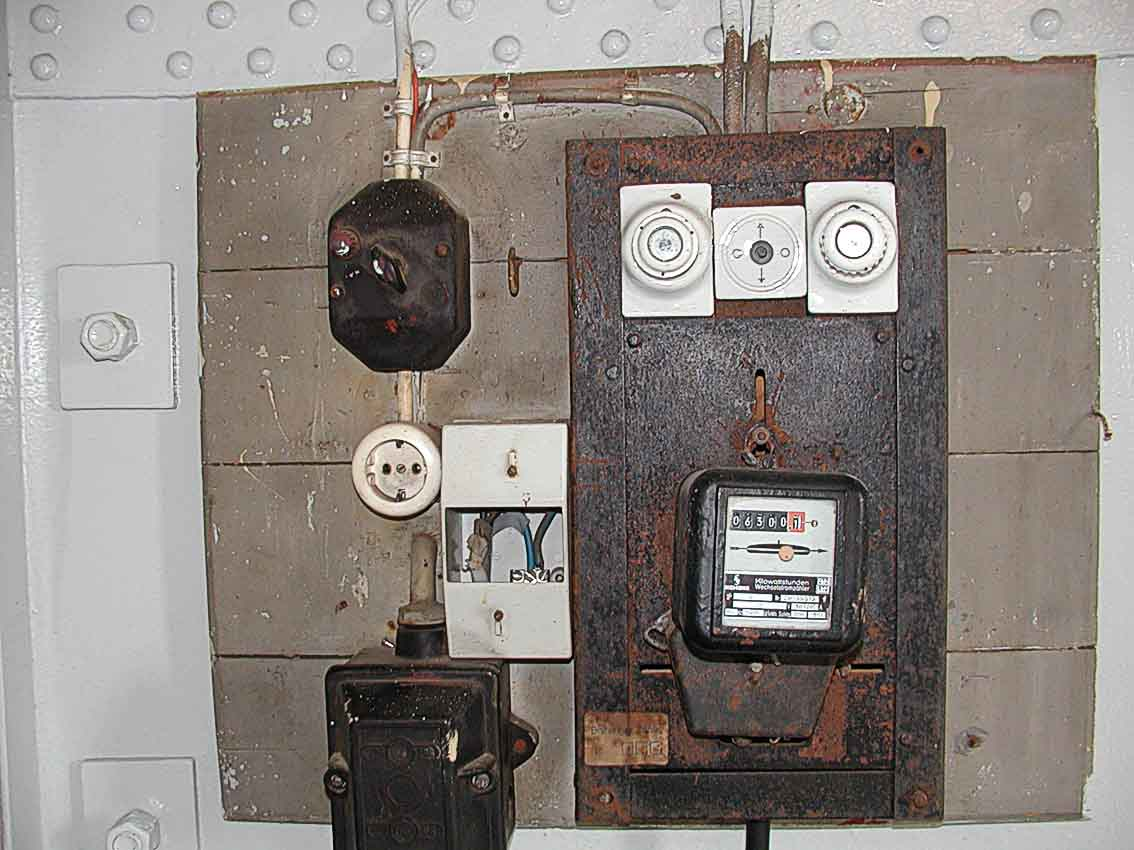
Die alte Stromversorgung
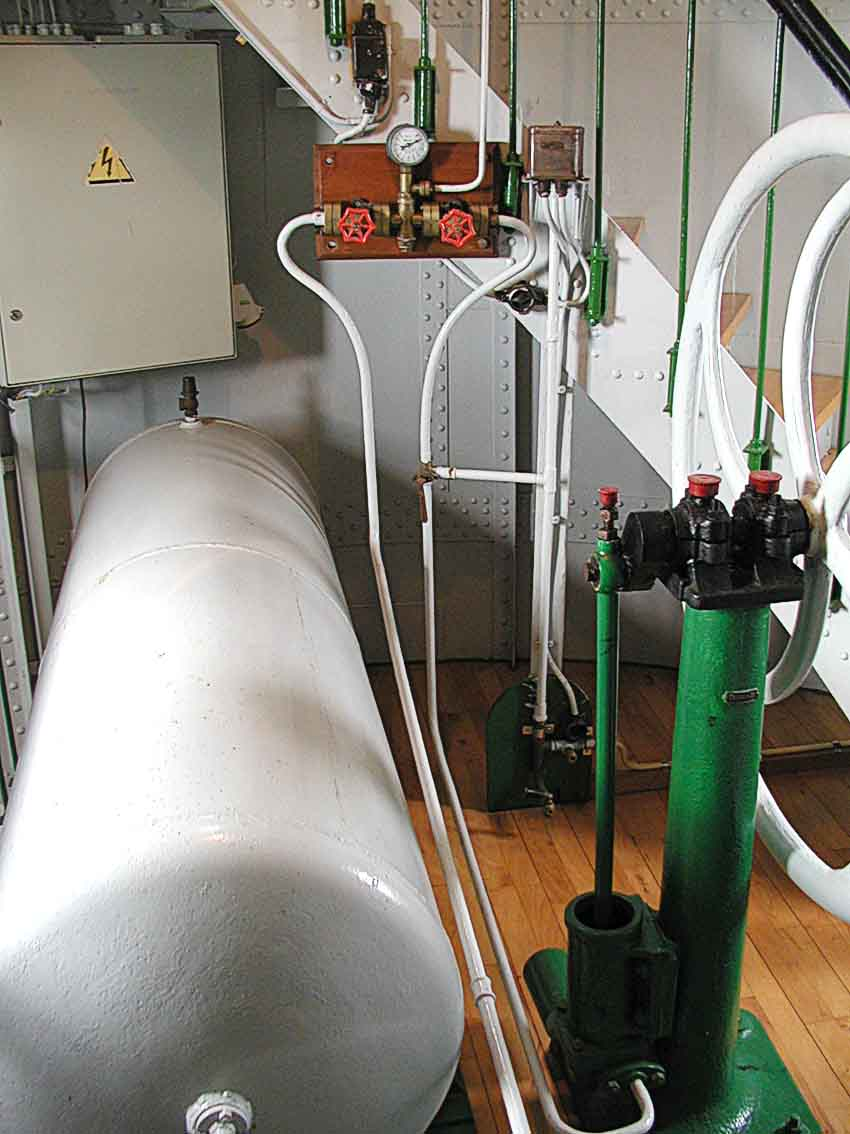
Pressluftbehälter
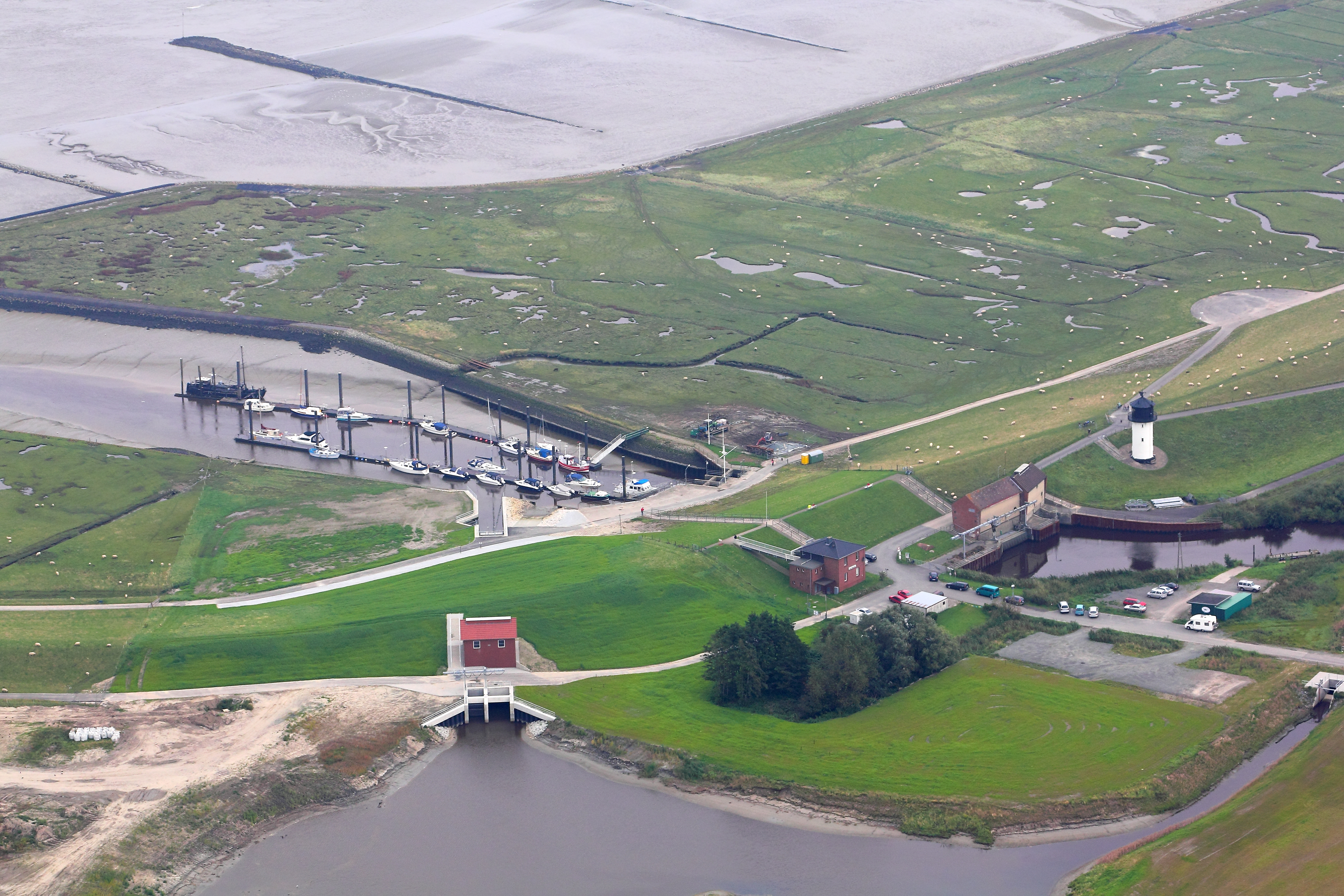
Die Dicke Berta am Altenbrucher Hafen